# Oreorchis itoana
Oreorchis itoana là một loài thực vật có hoa trong họ Lan. Loài này được (F.Maek.) Perner mô tả khoa học đầu tiên năm 2004.